# Берг-коллегия (Швеция)
Берг-коллегия (швед. Bergskollegium) — центральное государственное учреждение в Швеции в XVII—XIX веках, располагавшееся в Стокгольме и ведавшее горнодобычей. Коллегия являлась также высшей апелляционной инстанцией по делам горнозаводских судов. 

## История
6 февраля 1630 года король Густав II Адольф  в целях улучшения добычи минеральных ресурсов создал горное управление (bergsamt), членами которого стали сведущие в горном деле лица. В 1634 году оно получило коллегиальную форму правления и с 1637 года стало носить название Главного горного ведомства (Generalbergsamtet). В нём заседали асессоры дворянского происхождения под председательством члена риксрода. 
С 1644 года ведомство стало именоваться Берг-коллегией. В 1651 году для её председателя было введено звание президента, а члены коллегии с 1713 года стали называться берг-советниками.
В 1828 году коллегия была лишена судебных функций, которые перешли к обычным судам. Упразднение Берг-коллегии произошло в 1857 году, когда её функции были переданы в Коммерц-коллегию.